# 今川氏親
今川 氏親（いまがわ うじちか）は、戦国時代の武将・守護大名・戦国大名である。駿河今川氏の第9代当主。駿河・遠江守護。父は今川義忠、母は伊勢盛定の娘・北川殿。今川義元の父であり、伊勢宗瑞（北条早雲）の甥にあたる。

## 生涯

### 出生
文明3年（1473年）、駿河守護・今川義忠の嫡子として誕生した。幼名は龍王丸（たつおうまる）。
母は伊勢新九郎盛時（宗瑞、北条早雲）の姉・北川殿。
父・義忠が応仁の乱で東軍に味方して上洛していた時に、母の北川殿と結婚したと考えられている。また、北川殿の弟が盛時であったことが、氏親の生涯に大きな影響を与えた。

### 家督争い
文明8年（1476年）2月6日、父・義忠が遠江国の塩買坂での戦いにおいて、横地氏・勝間田氏ら遠江を地元とする国人衆の残党に襲われ、戦死した。龍王丸は未だ幼少だったため、家臣の三浦氏、朝比奈氏らが父の従兄弟の小鹿範満を擁立して家督争いが起こり、龍王丸派と範満派が分かれて数度の合戦に及ぶ事態になった。また、父の義忠の死の原因になった横地氏・勝間田氏の斯波氏への内通は、幕府が任命した正規の遠江守護（斯波義良、後の斯波義寛）への帰参であった形式とされるため、これを妨害した義忠は幕府への反逆者とみなされ、遺児の龍王丸も家督継承どころか、反逆者の一族として討伐される可能性もあった。このために氏親は母とともに身を隠したと考えられている。
堀越公方・足利政知の執事・上杉政憲と扇谷上杉家の家宰・太田道灌が兵を率いて、駿河国へ進駐して家督争いに介入した。範満は扇谷上杉家の縁者（当主・上杉定正が範満の父の母方の従兄弟）であり、上杉家と堀越公方は享徳の乱で協力関係にあった。これに氏親の叔父の伊勢新九郎が仲裁に入り、範満が龍王丸の後見人として家督を代行する、という形で決着した。伊勢新九郎が一介の素浪人と考えられていた頃は、抜群の知略による後の北条早雲の飛躍の第一歩のように語られていたが、近年の研究で伊勢氏の一族の幕臣伊勢盛時であることがほぼ明らかになっており、室町幕府の意向を受けて盛時が駿河へ下向して、今川氏の内紛を調停したと考えられている。
一方で歴史学者・黒田基樹は、盛時が駿河へ下向して太田道灌と交渉し範満が家督を代行する、という形で収束させたというのは後世の混同か創作で、実際は扇谷上杉氏と堀越公方の後押しを受けた範満がこの時に家督を継いでいたのではないかとしている。
家督の代行となった範満が今川館に入り、龍王丸は母の北川殿とともに小川の法永長者（長谷川正宣）の屋敷である小川城（焼津市）に身を寄せた。盛時は幕府に申請して、文明11年（1479年）12月21日に前将軍・足利義政の名による龍王丸の家督継承の御教書を得ている。
数年後、龍王丸は15歳を過ぎて成人したが、範満は家督を返そうとはせず、家督奪取の動きを見せて、龍王丸を圧迫した。
文明19年（1487年）、北川殿と龍王丸は京都で9代将軍・足利義尚に仕えていた盛時に助けを求め、盛時は再び駿河へ下向した。
同年11月、盛時は石脇城（現在の静岡県焼津市）を拠点に兵を集めて今川館を襲撃し、範満を討った。範満が頼りにしていた太田道灌は主君の上杉定正に殺害されて既に亡く、堀越公方足利政知は子の清晃（後の足利義澄）を次期将軍候補として同年6月に上洛させており、幕府との関係から龍王丸支持へと立場を切り替えていた状況下で行われたとみられている。
通説では、龍王丸は今川館に入って元服し、氏親（「氏」の字は本家・足利氏の通字に由来）と名乗り、今川氏の当主となったとされている。しかし、この通説には2つの問題点があるとされる。1つは『今川家譜』・『宇津山記』によれば、範満襲撃以前より住んでいた丸子館を家督継承後もしばらくの間本拠にしていたと推測される点であり、もう1つは、通常の武家の元服は15歳前後であるのに、氏親は19歳（もしくは21歳）にあたる延徳3年（1491年）まで龍王丸の名乗りを用い、その後、明応3年（1494年）9月まで黒朱印の印判状を発行（後述）し、翌4年（1495年）になって初めて「氏親」の署名や花押のある文書が登場するという点である。前者については、黒田基樹は「対外戦争と並行して行われた国内平定が明応4年ごろに完了して、氏親が駿河一国を掌握したのを機に本拠を今川館に移した」と推測している。また、後者については明応4年以前に元服していたとする説があり、例えば家永遵嗣は『今川記』の異本である『富麓記』の記述により、「堀越公方足利政知が晩年に古河公方討滅を意識して「氏満」と名乗った上で龍王丸に偏諱を与えて「氏親」と名乗らせたが、延徳3年（1491年）に政知が死去して堀越公方と今川氏が対立関係となり、反対に一時的に古河公方との関係改善が図られる中で、この元服と偏諱の事実を秘匿する必要があったが、最終的に堀越公方は没落して古河公方との関係修繕も失敗したために、公然と「氏親」と称するようになった」とする。これについて、黒田は「『富麓記』に記された政知の改名の事実を裏付ける史料などは発見されていないためこの説を採用することは出来ず、20歳を過ぎても元服も諱を持たないことも異質ではあるものの、氏親の今川館入城の問題と共に国内問題と考えるしかないのではないか」、と推測している。
これより前、同年10月に龍王丸は大名で初めての印判状の文書を発給している（定着はせず、後に通常の花押を用いるようになっている）。ただし、前述の問題を踏まえると文明19年（1487年）から明応3年（1494年）まで氏親が元服できなかった（花押が持てなかった）事態を反映していた可能性がある。
氏親の家督継承に功績があった叔父の盛時には、富士下方12郷と興国寺城が与えられた他、御一家（後述）と同様の待遇が与えられたとみられている。黒田は「国内平定の過程で、それまで堀越公方や扇谷上杉家などの影響力が及んでいた駿河東部にも今川氏の支配が及んだ結果、盛時が興国寺城に入ることになった」と推測している。
氏親には男兄弟がいなかったこともあり、今川氏の一族などを「御一家」として重用し、氏親の補佐や時には職務の一部の代行をさせている。永正10年（1513年）に駿府を訪問した冷泉為広の日記によれば、今川民部少輔（小鹿範満の甥・孫五郎と推定される）・瀬名源五郎（瀬名氏貞）・葛山八郎（葛山氏広）・関口刑部少輔（関口氏兼）・新野（遠江新野氏か）・名古屋新五郎（今川名古屋氏か）の6名が挙げられ、母方の叔父である伊勢盛時もその一人と考えられている。

### 今川氏の当主として

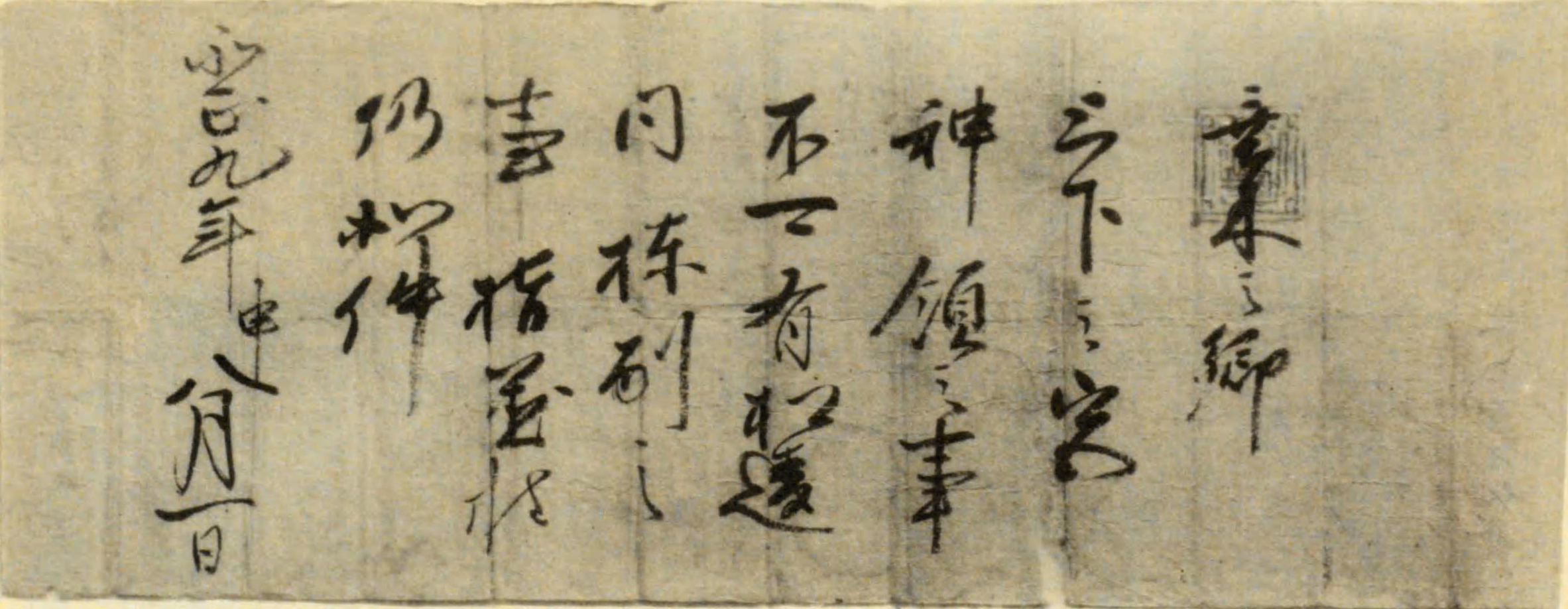
氏親の朱印状（『今川氏親朱印狀』永正9年8月1日、個人蔵）

延徳3年（1491年）4月、堀越公方・足利政知が死去した後に堀越公方内部で内紛が発生すると、一旦は京都に戻っていた伊勢盛時も再び駿河に下向している。
明応元年（1492年）、甲斐国では守護武田信昌が嫡男の信縄に当主を追われ、信昌や穴山信懸は次男の信恵を後継者に立てて信縄と争った。氏親は諏訪頼満と共に信昌を助けるために甲斐に出兵した。その後、穴山氏は氏親に従属の約束をしている。この武田氏の政変と今川氏・諏訪氏の介入の背景には足利政知没後の堀越公方の内紛と関わりがあるという見解も出されている。
その後も堀越公方の内紛が続き、明応2年（1493年）に11代将軍の座についた足利義澄の命により、宗瑞（出家して盛時より改名）はその生母・円満院と実弟・潤童子を殺害した異母兄・茶々丸を討伐して、伊豆を手中にした（伊豆討ち入り）。氏親も宗瑞に兵を貸してこれを助けている。これは、管領・細川政元が起こした明応の政変に連動した動きであった。政所執事の伊勢貞宗は宗瑞と北川殿の従兄であり、政変では細川政元に協力して義澄を擁立している。以後、氏親と宗瑞は密接な協力関係を持って支配領域の拡大を行うことになる。
駿河国の隣国・遠江はもともと、今川氏が守護職を継承していたが、後に斯波氏に奪われていた。遠江奪還は今川氏の悲願となり父は遠江での戦いで命を失っている。当主となった氏親も積極的に遠江への進出を図り、守護・斯波義寛と対立した。
遠江への侵攻の兵を率いたのは宗瑞で、明応3年（1494年）頃から始まり、遠江中部まで勢力下に収めた。宗瑞は更に兵を進めて、文亀年間（1501年 - 1504年）には三河岩津城（愛知県岡崎市岩津町）の松平氏を攻めているほか、牧野古白を滅ぼして奥平貞昌の従属には成功している。同じ頃甲斐都留郡にも出兵して郡内領主の小山田氏や守護の武田氏と戦っている。一方、氏親も宗瑞の関東進出にも協力して長享の乱に介入し、扇谷上杉家に味方して山内上杉家と戦った。
永正元年（1504年）、氏親は武蔵立河原の戦いに宗瑞と共に出陣して、関東管領・上杉顕定を破っている。
永正2年（1505年）頃、中御門宣胤の娘（後の寿桂尼）を正室に迎える。この頃より、修理大夫を称す。
永正3年から5年（1506年 - 1508年）にかけて、再び宗瑞率いる今川軍が三河へ侵攻して松平長親（長忠）と戦い、岩津城下井田野（愛知県岡崎市井田町）で敗れたものの、結果的には岩津松平家は衰退して長親の安祥松平家が台頭することになった。
永正年間に入ると、足利義澄の後見人であった細川政元が斯波義寛と上杉顕定の連携を働きかけるようになり、氏親と宗瑞は次第に義澄と距離を取り始めて、従兄弟である前将軍・足利義稙との関係を図るようになる。
永正5年、義澄が義稙に将軍職を奪われると、氏親は正式に幕府から遠江守護に任じられ、遠江支配の大義名分を得た。
永正6年（1509年）以降、宗瑞の今川氏の武将として活動がなくなる。この頃に宗瑞は政治的に今川氏から独立したようで、以後は関東進出を本格化させる。ただし、その後も少なくとも永正9年（1512年）頃まで宗瑞が駿府を訪問し、同年発生した長尾景春の駿河亡命にも宗瑞が関与しているとみられることから、宗瑞と今川氏の関係はその後も続いていたと考えられている。
永正8年（1511年）、遠江・尾張守護の斯波義達が今川方の刑部城（現在の静岡県浜松市）を攻めると出陣してこれを退けたが、義達はなおも攻撃を続け、遠江での斯波氏との戦いが激化した。
永正13年（1516年）、三河吉良氏家臣の大河内貞綱が引馬城（現在の浜松市）にて兵を挙げ、義達も加わる。氏親は出陣して引馬城を包囲した。
永正13年（1517年）、氏親は安倍金山の鉱夫を用いて坑道を掘って水の手を絶ち、引馬城を降伏させた。貞綱は討ち死にし、義達は出家して降伏し、尾張へ送り返された。これにより、遠江が平定された。ただし、今川氏は吉良氏の分家であり、格式的には今川氏の方が下位であった。そのため、後に今川氏は氏親の長女徳蔵院を吉良義堯に嫁がせることで和睦を図っている。
また、永正12年（1515年）には、甲斐西郡の国人領主である大井信達に味方して守護・武田信虎と争い、中道往還沿いの勝山城を一時占拠している。永正14年（1517年）、氏親は信虎と和議を結び撤兵し、信達は信虎に降伏した。その後も、氏親後期に甲駿同盟が成立するまでたびたび甲斐への侵攻を行い、武田氏との対立が続いた。
氏親は新たな領国となった遠江の支配を固めるために永正15年（1518年）以降、検地を実施している。また、安倍金山を開発して財力を増した。
公家出身の寿桂尼との結婚によって京とのつながりが強まり、京の文化を駿府に取り入れたとされる。氏親も和歌と連歌を特に好んだ。晩年は中風にかかって寝たきりになり、寿桂尼が政治を補佐した。死の2ヶ月前の大永6年（1526年）4月に戦国時代の代表的な分国法『今川仮名目録』を制定している。嫡男氏輝がまだ成人していないため、家臣の争いを抑える目的であった。
検地の実施と分国法の制定によって、氏親の代に今川氏は守護大名から戦国大名の段階へ移ったと言われている。
大永6年（1526年）6月23日、氏親は駿府の今川館で息を引き取った。氏親の葬儀は増善寺で執行され、7,000人の僧侶が参加し、葬儀の喪主である氏輝が祭文を読み、棺の綱は善徳寺の御曹司・栴岳承芳（後の今川義元）が、御位牌は花倉の御曹司・玄広恵探がそれぞれもって、曹洞宗最高の法式で行われた。『増善寺殿法事記録』『今川氏親公葬記』に葬儀の詳細が記録され現存している。

## 人物
- 今川氏の歴代当主は臨済宗を重んじてきたが、氏親だけは曹洞宗を重んじてきた。これは、幼少時に小鹿範満に追われた時に龍王丸を保護した法永長者（長谷川政宣）が石雲院を開いた崇芝性岱の門人・賢仲繁哲の庇護者で、氏親も賢仲や同門の辰応性寅を深く崇敬して曹洞宗の保護に積極的であった。氏親は代々崇敬してきた臨済宗の善徳寺の保護にも努めて同寺の住持を長く務めた黙堂寿昭が没すると、琴渓承舜を招いて息子の芳菊丸（後の今川義元）を預けているが、氏親の葬儀で主な役割を務めた僧侶はほとんどが崇芝性岱の流れを汲む僧侶であった。氏親の没後、後を継いだ氏輝と母の寿桂尼が琴渓承舜の弟子である太原雪斎を顧問とし、続いて臨済宗の僧侶から還俗した義元が後を継いだことで、再び臨済宗が重んじられるようになるが、曹洞宗の勢力も今川氏領国において無視できないものとなっていた[47][48][49]。

## 系譜
下記指摘を踏まえつつ「土佐国蠧簡集残篇四」所収今川系図に順ずる
- 父：今川義忠（1436-1476）
- 母：伊勢盛定の娘（北川殿）（?-1529）
- 正室：寿桂尼（中御門宣胤の娘）（?-1568）
  - 長男：今川氏輝（1513-1536）
  - 長女：吉良義堯室[注釈 5]（?-?）　
  - 次女：中御門宣綱室（?-?）
  - 男子：今川彦五郎（?-1536）　
  - 三女：北条氏康室（瑞渓院）（?-1590）
  - 四女：瀬名貞綱室[注釈 6]（?-1571）
- 側室：福島助春の娘（?-?）
  - 男子：玄広恵探（1517-1536）
- 側室：不詳
  - 男子：今川義元（1519-1560）

今川義元#研究も参照
氏親の男子の出生順は、通説では氏輝・彦五郎・玄広恵探・栴岳承芳（義元）とされるが、これについては近年様々な異説がある。例えば、黒田基樹は氏輝・玄広恵探・彦五郎・栴岳承芳（義元）とする説を採り、大石泰史は氏輝・玄広恵探・栴岳承芳（義元）・彦五郎の順とする説を採る。なお、黒田・大石ともに氏豊・象耳泉奘は江戸時代初期の今川氏の系譜にみられないことから、氏親の子ではないとする見解を採り（今川氏一門の出身であった可能性はある）、黒田は氏親の女子で実在を確認できるのは、吉良義堯室（徳蔵院）・中御門宣綱室・北条氏康室（瑞渓院）・瀬名貞綱室の4名とし、瀬名貞綱の実弟である関口氏純の室を義元の妹とするのは兄・貞綱との誤認と推測している他、小笠原春義の室や鵜殿長持の室に関しても『寛政重修諸家譜』には記述があってもそれよりも古い『寛永諸家系図伝』には記載がなく事実ではないとする。